# Formato deidrogenasi
La formato deidrogenasi è un enzima appartenente alla classe delle ossidoreduttasi, che catalizza la seguente reazione:
formato + NAD+ ⇄ CO2 + NADH
Questo enzima presente nella maggior parte degli organismi anaerobi è privo di centri redox-attivi, mentre quello del protobatterio Metilosinus tricosporium contiene cluster ferro-zolfo, flavina ed un centro di molibdeno. Assieme alla idrogeno idrogenasi, forma un sistema precedentemente conosciuto come formato idrogenoliasi.